# ヤン・ヒョンソク
ヤン・ヒョンソク（梁玄錫、양현석、1970年1月9日 - （1969年 旧暦12月2日 - ））は韓国の実業家、音楽プロデューサー。音楽事務所YGエンターテインメントの創業者。1992年ソテジワアイドゥルとしてデビュー。1996年の解散後、実業家に転身。配偶者は元歌手のイ・ウンジュ。

## 略歴
高校卒業後、兵役として入隊したが、病気になり満期を待たずに義兵除隊となる。その後体調回復し、アンダーグラウンドでダンサーとして活動する。
1992年、ソテジワアイドゥルとしてデビュー。「ヤングン（ヤン君）」の愛称で呼ばれていた。
1996年、ソテジワアイドゥル解散。音楽事務所ヒョン企画創立。第1号アーティストとして男性3人組ユニット「KEEP SIX」をデビューさせたがセールスは芳しくなく、資金調達に苦しんだ。
1997年、音楽事務所名をMF Entertainmentへ変更。当時仲の良かったプロデューサー「イ・ヒョンド」（ヒップホップユニットDEUXのメンバー）との共同プロデュースでJINUSEANをデビューさせる。デビューアルバム収録のオム・ジョンファとのコラボ曲「マレジョ（言ってくれ）」が大ヒットし、これにより事務所の資金繰りも好転した。
1998年、音楽事務所名をYangGoon Entertainmentへ変更。1TYMや、所属アーティスト一同によるユニット「YG FAMILY」等、多くのアーティストをプロデュースする。
1998年、ソロデビューアルバム「悪魔の煙」をリリース。ソテジワアイドゥル時代の同士「ソ・テジ」が楽曲提供したこともあって話題となり、22万枚のセールスを記録。
2001年、YG ENTERTAINMENTに法人名を変更。
2010年、元Swi.Tのメンバーで、Sechs Kiesイ・ジェジンの妹イ・ウンジュと結婚。
2019年、YG ENTERTAINMENTの代表辞任を表明。
2023年1月1日、総括プロデューサーとしてYG ENTERTAINMENTに復帰。復帰後第1弾アーティストとしてBABYMONSTERを手がける。自身も出演したBABYMONSTERの公式Teaser「YG NEXT MOVEMENT」では、冒頭に「悪魔の煙」収録の「君を捨てないで（널 버리지마）」（1TYMとのコラボ）のイントロ部分が使用されている。
2025年7月18日、B.Iに対する違法薬物疑惑の捜査を妨害する目的で証人を脅迫した罪に問われた裁判で、懲役6カ月、執行猶予1年の判決が確定した。